# CPGA

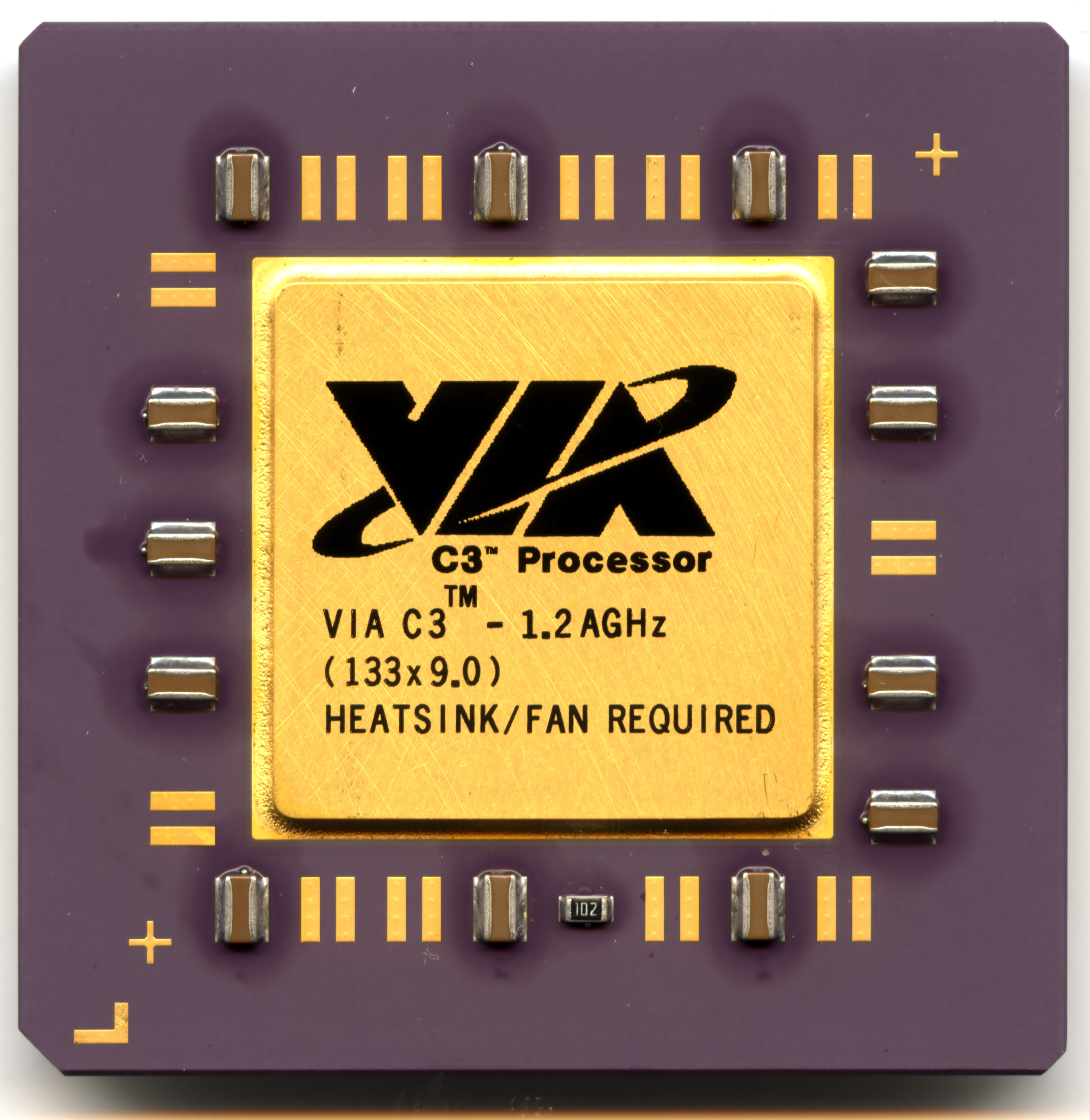
1,2 GHz VIA C3 mikroprocesor w obudowie CPGA

CPGA (ang. Ceramic Pin Grid Array) – wersja obudowy mikroprocesorów wykonana z materiałów ceramicznych. Wykorzystywana głównie przez procesory AMD Athlon i Duron montowane w podstawce Socket A, przez niektóre procesory korzystające z podstawki Socket AM2 i Socket AM2+, a także przez procesory Intela od 80386 do Pentium pierwszej generacji, Cyrix/IBM oraz VIA Cyrix III oparte na podstawce Socket 370.
W obudowach tego typu chip jest przymocowany do przewodzącej ciepło ceramiki, w której znajdują się otwory niezbędne do połączenia chipu z gniazdem procesora.